# Новоград

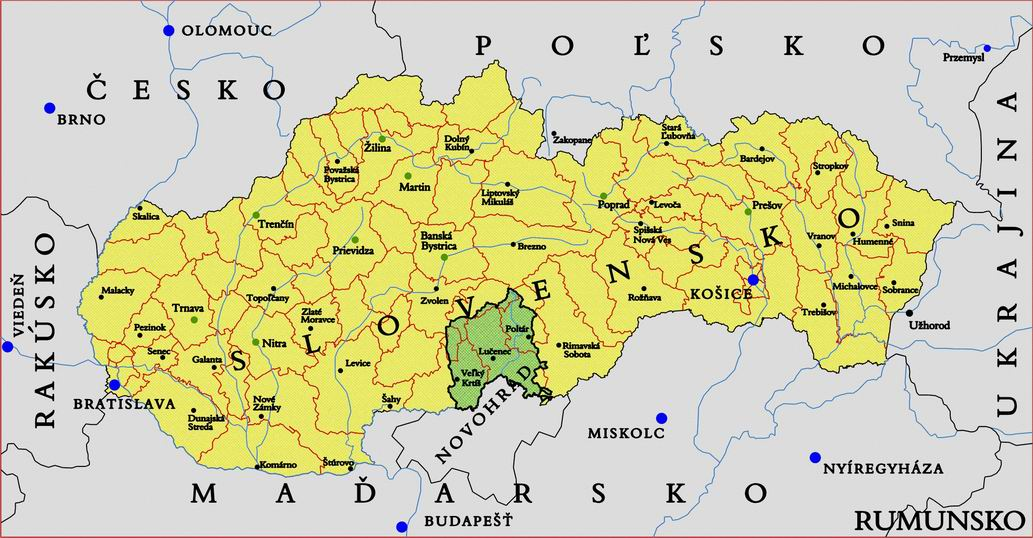
Новоград

Новоград (словац. Novohrad, венг. Nógrad) — историческая область Словакии, северная часть бывшего венгерского комитата Ноград. Располагается на территории современных районов Банскобистрицкого края: Лученец, Полтар и малой части районов Вельки Кртиш, Зволен и Детва.